# Modeste Andlauer
Pour les articles homonymes, voir Andlauer.
Modeste Andlauer (qui adopta le nom chinois : 路懋德 ; pinyin : lù màodé), né le 22 mai 1847 à Rosheim, Bas-Rhin (France) et mort assassiné le 19 juin 1900  à Wuyi (武邑), Hebei (Chine), est un saint et martyr français, prêtre missionnaire jésuite en Chine. Il fut l'un des chrétiens massacrés au cours de la révolte des Boxers.
Béatifié le 17 avril 1955 à Rome par le pape Pie XII, le missionnaire alsacien fut canonisé parmi 120 martyrs de Chine le 1er octobre 2000 à Rome par le pape Jean-Paul II. Liturgiquement, il est commémoré le 19 juin (jour anniversaire de son martyre), et le 9 juillet (fête des martyrs chinois). 

## Biographie

### Jeunesse et formation
Né au pied du mont Sainte-Odile le 22 mai 1847 à Rosheim (Bas-Rhin), dans le diocèse de Strasbourg en Alsace, Modeste Andlauer est le huitième et avant-dernier enfant de Joseph Andlauer, boulanger, et de son épouse Françoise Barbe Bisch. Il est baptisé le 23 mai 1847 en l'église Saints-Pierre-et-Paul de Rosheim. 
Après l’école primaire de la cité, il fait ses études secondaires au collège épiscopal Saint-Étienne de Strasbourg, puis, après avoir fréquenté le petit séminaire et quatre ans de grand séminaire à Strasbourg, il décida d'entrer, en octobre 1872, au noviciat de la Compagnie de Jésus à Saint-Acheul, près d'Amiens, à l'âge de 25 ans. Après deux années d’études théologiques à Laval, il est ordonné prêtre à Arras le 22 septembre 1877. 
Il enseigne alors, de 1876 à 1881, la langue allemande dans divers collèges, successivement à  Amiens, à Lille et à Brest, et séjourne ensuite un an en Angleterre à Hadzor (Worcestershire), où il apprend sa désignation pour la Chine. La France et l'empire du Milieu avaient signé, en 1858, un traité par lequel la Chine autorisait les missionnaires catholiques à revenir sur le sol chinois, et de nouvelles églises y fleurissaient régulièrement.
Revenu dans sa province natale, passée sous régime allemand, pour y dire adieu à sa famille et à l'Alsace, il embarque ensuite à Marseille en septembre 1882. Débarqué en Chine, il arrive le 22 novembre 1882 au terme de son voyage à la résidence de la mission jésuite à Tien Tsin, à environ 200 km au sud de Pékin, où il restera deux ans pour apprendre le chinois. 
De 1885 à 1887, il est missionnaire adjoint et s'occupe de la chrétienté de Tchang Ton, puis arrive à la mission de Weishien (xian de Wei, (chinois : 威县), à Xingtai (邢台市). 
En 1900, de violents troubles éclatent en Chine sous l'impulsion de l’impératrice-régente Ts’eu-hi (Tzeu-Hsi ou Ci Xi) qui, intrigante et rétrograde (persuadée qu'en dehors de la Chine le monde n'était peuplé que de sauvages sans conséquences), conduit peu à peu à sa perte la dynastie mandchoue. Le jeune empereur Kuang-Hsu, comprenant la situation, prit le pouvoir en mains et fomenta un complot contre la régente. Celui-ci fut dénoncé et Kuang-Hsu fut séquestré jusqu'à la fin de ses jours.
La réaction menée par l'impératrice aboutit à une rupture avec les puissances impériales étrangères important de l'opium depuis leur colonies (notamment la Birmanie pour le Royaume-Uni et le Laos pour la France), ce qui provoqua la guerre de l'opium. Avec son parti, elle se livra à des surenchères pour les chasser, encourageant les bandes de Boxeurs chinois, membres de la secte des Poings de la justice et de la concorde aidés par l'armée régulière, qui se soulevèrent et massacrèrent des milliers d'étrangers et près de 30 000 chrétiens en particulier. Ils furent à leur tour massacrés par les puissances militaires coloniales en présence.

### Martyre
Plutôt que d'aller se réfugier dans la capitale régionale, le père Andlauer, connu pour son humilité, choisit de rester auprès de ses fidèles de la mission du district de Ou-y. Devant le danger imminent des exactions des Boxers, dont il a appris la présence près de sa mission à Weishien, le père Rémy Isoré, missionnaire austère et énergique en poste dans le district de Tientsin et qui était arrivé à la résidence jésuite de Sien-Hsien le 16 juin 1900 pour y faire sa retraite et passer quelques jours de vacances, décida de retourner immédiatement auprès de ses fidèles. Parti de Sien-Hsien vers une heure du matin, le lundi 18 juin 1900, il rencontra, en cours de route, le père Modeste Andlauer à Ou-y pour discuter de la situation, bien que les chrétiens lui conseillèrent d’éviter ce lieu, et où il s'aperçut que les Boxers, qui venaient de découvrir l'existence de la mission jésuite, s'y trouvaient déjà aux alentours. Aussitôt après son entrée, on ferma les portes de la cité. La résidence fut assaillie le lundi soir, et surtout la journée du mardi. Les deux prêtres se préparèrent à un destin fatal et passèrent la nuit en prière. Le lendemain, 19 juin 1900, ils furent surpris dans la résidence - et non pas en la chapelle d'Ou-Kiao (communauté de Tchou-Kia-Ho dans la section de King-Tchéou) comme leurs deux confrères de la région - par le vacarme des Boxers qui tentaient d'enfoncer la porte. Encerclés par les révolutionnaires, ils se réfugièrent dans la chapelle adjacente, s'enfermant dans la petite église de leur communauté pour y faire leurs dernières prières, agenouillés au pied de l'autel alors que les Boxers défonçaient le portail pour se précipiter sur eux et les transpercer de leurs lances, tandis que leur sang jaillissait sur l'autel. Le feu fut mis à leur résidence.
Les deux prêtres furent les premiers jésuites assassinés au cours de cette persécution de grande ampleur. Le lendemain, leurs assassins suspendirent leurs têtes sur les portes des remparts de la petite localité, pour indiquer aux chrétiens le sort qui leur serait réservé s'ils persévéraient à ne pas retourner à leur religion ancestrale. Dans le même temps, le mandarin fait maçonner la porte de la chapelle où sont les restes de leurs corps, mais on peut encore les voir par la fenêtre.
Modeste Andlauer fut exécuté à l'âge de 53 ans, le 19 juin 1900, en compagnie de Rémy Isoré et avec une trentaine de chrétiens chinois, en l'église d'Ou-Y en Chine, à présent Wuyi (en chinois 武邑县), près de l'actuel Shíjiāzhuāng (en chinois 石家莊 ou 石家庄市 河北省) dans la partie sud de la province de Hébĕi (en chinois 河北) et le vicariat apostolique du Tchely sud-est (Chi-Li, Zhili ou Tche-Li sud-oriental, en chinois 北直隶) - devenu vicariat apostolique de Xianxian puis diocèse de Sien-Hsien.

### Suite des persécutions
Les chrétiens, réunis sur la place publique, eurent à choisir de se rendre soit à droite, se confirmant comme étant chrétiens, soit à gauche, s'ils désiraient se renier afin de se sauver. Une trentaine de Chinois de la communauté chrétienne de l'endroit, refusant de renoncer à leur foi catholique, choisirent d'aller à droite, partageant le sort réservé aux martyrs.
Les bandes de Boxers se multipliant, pillant et brûlant les villages chrétiens environnant, les réfugiés affluèrent de plus en plus vers l'asile de Tchou-Kia-Ho (ou Zhujiahe) dans le Kingchow (Kingshien). En dix jours la population s'accroit de plusieurs centaines d'habitants, et c'est un mois après l'attaque de Ou-y qu'y périrent, le 20 juillet 1900, dans l'église du village, les pères Léon-Ignace Mangin, doyen de King-Tcheou, et Paul Denn, qui s'y étaient réfugiés (pressentant la venue des mauvais jours, après avoir fortifié le village et repoussé une première incursion des Boxer), massacrés tout comme 52 martyrs chinois (âgés de 9 à 79 ans) également béatifiés, et plusieurs milliers d'autres croyants.

## Souvenir et vénération
- Le procès de béatification des martyrs est ouvert en Chine de 1928 à 1933, par Mgr Lécroart.
- Le 13 novembre 1955, Mgr Jean-Julien Weber, archevêque-évêque de Strasbourg, célébra un grand office d’action de grâce en l’église Saint-Étienne de Rosheim et bénit la plaque souvenir apposée par la Ville de Rosheim sur la façade de la maison natale du bienheureux Modeste Andlauer, dont Pie XII venait de prononcer la béatification.
- Il est canonisé en 2000 par Jean-Paul II, parmi le groupe des 120 martyrs de Chine.